# Wellington Yueh
Wellington Yueh je jeden z hrdinů knižní science fiction série Duna od spisovatele Franka Herberta. Rovněž vystupuje v sérii tří Předeher k Duně a v sedmém a osmém pokračování Duny - Lovci Duny a Píseční červi Duny, které vytvořila spisovatelská dvojice Brian Herbert a Kevin J. Anderson.

## Osobnost
Wellington Yueh byl doktorem Súkovy školy a služebník rodu Atreidů. Svým zjevem připomínal dřevěnou loutku - měl topornou chůzi, vysoký hlas, hranatou hlavu, na tváři mu rostl dlouhý, svěšený knírek. Dlouhé černé vlasy měl nad levým ramenem provlečené skrz stříbrný prstenec své školy. Jako znamení imperiálního kondiciování měl na čele tetování ve tvaru diamantu. Kondicionování označovalo, že takto vycvičený člověk nemůže zavraždit jiného člověka, a proto byli sukovští doktoři považováni za zcela důvěryhodné a léčili nejvýznamnější osobnosti Impéria. 
Yueh byl v bezdětném manželství s benegesseriťankou Wannou Marcusovou. Děti mu zřejmě nedala kvůli rozkazům Bene Gesseritu, ale odhalila mu mnohé z benegesseritského výcviku.

## Předehry k Duně
V Předehrách se Yueh objevuje spíše okrajově. Poprvé se s ním setkáváme, když vyšetřuje barona Vladimira Harkonnena, který nevysvětlitelně slábne a tloustne. Je to právě Yueh, kdo odhalí, že příčinou je nákaza, kterou baronovi do těla vpravila benegesseriťanka Gaius Helena Mohiamová, když ji znásilnil. 
Později se Yueh zabývá konstrukcí umělých končetin a přichází na atreidskou planetu Caladan, kde v azylu žije vyhnaný iksanský princ Rhombur Vernius. Rhombur se stane obětí bombového útoku, namířeného proti vévodovi Leto Atreidovi, a přijde o téměř polovinu těla. Pro Yueha tak představuje opravdovou výzvu a zkonstruuje pro Rhombura zcela nové končetiny i část trupu. Později na Caladanu zůstane a stane se vychovatelem Letova syna Paula. 

## Duna
Yueh je znám především jako zrádce rodu Atreidů a první súkovský doktor, u kterého bylo prolomeno imperiální kondiciování. 
Již před přesunem Atreidů na Arrakis byl učitelem mladého Paula Atreida, kterého měl, jakož i zbytek jeho rodiny, velmi rád. Přesto však zradil - Harkonnenové zajali jeho ženu Wannu a vydírali ho. Yueh tušil, že je již mrtvá, ale musel mít absolutní jistotu, zda je tomu skutečně tak; to umožnilo krutému harkonnenskému mentatovi Piterovi de Vries zlomit jeho kondiciování - které bylo všeobecně považováno za nezlomitelné. Proto když začali Atreidové na Arrakis tušit, že mají ve svém středu zrádce, byl Yueh ihned z okruhu podezřelých vyloučen.
V den útoku spojených harkonnensko-sardakukarských sil vyřadil Yueh z provozu palácový štít, omámil a spoutal lady Jessicu a Paula, rovněž zabil pašeráka  Esmara Tueka a služebnici šedout Mapes. Umírající Mapes našel na podlaze vévoda Leto Atreides, ale když se k ní skláněl, Yueh ho zasáhl uspávací šipkou. Věděl, že sám se k baronovi Harkonnenovi nedostane, proto dal vévodovi do úst umělý zub s jedovatým plynem, aby se tak on stal nástrojem jeho pomsty. Na oplátku zachránil Paula a lady Jessicu - Harkonnenům doporučil, aby byli zabiti v poušti, ale v ornitoptéře, kterou měli být odvezeni, nastřihl pásy a uschoval věci pro přežití v poušti (fremetu). 
Již po několika slovech od barona Harkonnena pochopil, že jeho žena je již po smrti, chvíli nato ho jediným bodnutím zabil Piter de Vries, neboť už Harkonnenům nebyl užitečný. Imperátorovi bylo zatajeno prolomení kondiciování, Harkonnenové uvedli, že Yueh byl falešný súkovský doktor.

## Klon
V románu Lovci Duny, která se odehrává o 5000 let později je na kosmické lodi Ithaka vytvořen Yuehův klon. Ze všech tamních klonů jsou právě Yuehovi jako prvnímu vyvolány vzpomínky na jeho minulý život - protože jej benegesseriťanky považují za nejméně důležitého, takže si na něm chtějí vyzkoušet, zde jejich metoda vyvolávání vzpomínek funguje. Yueh je poté pronásledován svým svědomím, protože se do dějin zapsal jako zrádce. Ve svém novém životě znovu naváže blízké přátelství s klonem lady Jessiky, které je však narušeno, protože Yueh omylem usmrtí nevyvinutý klon vévody Leta, jejž považuje za klon Pitera de Vries. Nakonec se však přece dočká pomsty, když zavraždí klon barona Harkonnena. Na konci příběhu obnoví přátelství s Jessikou a odchází s ní jako její rádce na Caladan. 

## Filmová zpracování
Ve filmu Duna z roku 1984 hrál Yueha Dean Stockwell, ve zpracování Duny z roku 2000 Robert Russell.